# Sávské předměstí (Záhřeb)

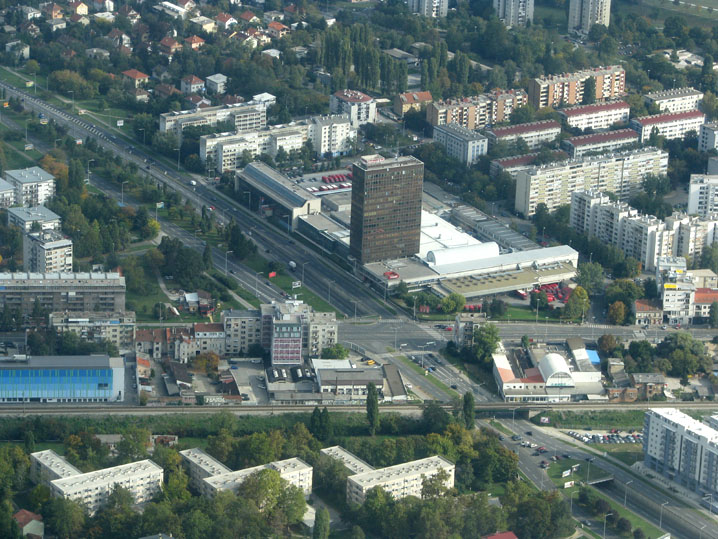
Letecký pohled dnešní oblasti bývalého Sávského předměstí.

Sávské předměstí (chorvatsky Predgrad Sava) je název pro bývalé předměstí hlavního města Chorvatska, Záhřebu, které se rozvíjelo od cca poloviny 19. století podél dnešní ulice Savska cesta zhruba v prostoru křížení s ulicí Prisavje ještě předtím, než se sem rozšířila souvislá zástavba Záhřebu. Usídlili se zde obchodníci, kteří chtěli působit v blízkosti Sávského mostu. Po nich zde vznikly velmi rychle první ubytovací zařízení a další. Později sem byla zavedena tramvajová trať. Ve 20. století byla část předměstí zbourána (kvůli výstavbě třídy Slavonska avenija pro tranzitní dopravu) a zbytek splynul s moderní zástavbou Záhřebu.